# دمای ترمودینامیکی
دمای ترمودینامیکی (به انگلیسی: Thermodynamic temperature) مقدار مثبتی از دما و از کمیتهای اصلی در ترمودینامیک است. دمای ترمودینامیکی با قانون سوم ترمودینامیک تعریف می‌شود که در آن کمترین دما صفر بر حسب کلوین بوده و به آن صفر مطلق گویند که در این حالت مولکول‌های ذرات کمترین حرکت را دارند. در تعریف مکانیک کوانتومی ذرات در صفر مطلق در حالت پایه قرار داشته که در این حالت کمترین انرژی را دارا هستند. دمای ترمودینامیکی به صورت دمای مطلق (به انگلیسی: absolute temperature) نیز به کار برده می‌شود به دو دلیل:
۱. طبق نظر کلوین به خواص ماده خاصی بستگی ندارد.
۲. براساس خواص گاز ایده‌آل به صفر مطلق اشاره دارد.
در دستگاه بین‌المللی یکاها برای دمای ترمودینامیکی واحد مخصوصی وجود دارد که همان مقیاس دمایی کلوین می‌باشد.

حرکت انتقالی در ذرات بنیادی (اتم یا مولکول‌ها) به طور مستقیم به دما بستگی دارد. در شکل، مولکول‌های هلیم در کل داری میانگین سرعت بوده که تعدادی سرعتی کمتر داشته و تعدادی سرعتی بیشتر از سرعت میانگین دارند.